# 林珠德
林珠德（？—），是一名菲律賓華人，前中華民國籃球運動員，曾代表中華民國參加1954年亞洲運動會籃球比賽，協助球隊獲得銀牌的成績。